# Chanchampenau
Chanchampenau, ime koje su Luckiamute dali jednoj bandi Santiam Indijanaca, jezična porodica Kalapooian, a označava onaj njihov dio koji je nastanjivao krajeve istočno od rijeke Willamette u Oregonu. Kod Gatscheta (Lakmiut MS., BAE,1877). Srodne su im bande Chanchantu i Chantkaip.